# 大山口水电站
大山口水电站是位于中华人民共和国新疆维吾尔自治区巴音郭楞蒙古自治州和静县南部开都河下游干流上的一座水电站，始建于1985年6月1日，1992年12月建成并网发电。电站水库大坝类型为混凝土重力拱，坝长220米，最大坝高72米。电站水库水面面积约99万平方米，总库容2980万立方米。电站总装机容量8万千瓦，年发电量3.1亿千瓦时。